# Cloeodes peninsulus
Cloeodes peninsulus is een haft uit de familie Baetidae. De wetenschappelijke naam van de soort is voor het eerst geldig gepubliceerd in 1987 door Waltz & McCafferty.
De soort komt voor in het Nearctisch gebied.